# Grato di Aosta
Grato di Aosta (in francese, Grat d'Aoste; pron. fr. AFI: [ɡʁa dɔst]) (V secolo – Aosta, 7 settembre 470) visse nel V secolo e fu il secondo vescovo di Aosta.

## Agiografia
Secondo la tradizione Grato era un presbitero che collaborava con Eustasio, primo vescovo di Aosta. È certa la sua partecipazione al secondo sinodo di Milano tenutosi nel 451, di cui sottoscrisse gli atti in vece del vescovo Eustasio che non poté intervenirvi, forse a causa dell'età avanzata. Partecipò alla traslazione ad Agauno delle reliquie di sant'Innocenzo martire tebeo. Se ne conserva la pietra tombale che indica il giorno della sua deposizione (non della morte) il 7 settembre in un anno imprecisato.
Sarebbe succeduto ad Eustasio nella guida della diocesi.
Un racconto leggendario compilato nel XIII secolo gli attribuisce la inventio (cioè il ritrovamento, dopo lunga ricerca) in Palestina del capo di San Giovanni Battista, gettato in un pozzo dopo che Salomè, istigata dalla madre Erodiade l'ebbe fatto decapitare. Nel quadro sopra l'altare del santuario di S.Antonio di Boves (Cuneo), compare anche San Grato, il quale presenta a Maria un telo con raffigurata la testa del Battista. Anche il dipinto posto sopra l'altare della Chiesa di Montesinaro, frazione di Piedicavallo, vede San Grato a fianco di San Carlo Borromeo e alla testa decapitata di San Giovanni Battista, ai piedi della Madonna ascesa in Cielo.

## Culto
Fu scelto come patrono della città di Aosta e della rispettiva diocesi.
Le sue reliquie sono conservate nella Cattedrale di Aosta in una magnifica cassa reliquiario, gioiello dell'arte gotica iniziato da Guglielmo di Locana e portato a compimento dall'orafo fiammingo Jean de Malines. Esse vengono portate in processione per le vie del centro storico il giorno della sua festa. In quest'occasione, l'onore di scortare il reliquiario spetta ai giovani della parrocchia di Fontainemore vestiti in costume tradizionale e armati di sciabola, perché nel Medioevo le reliquie, rubate, vennero recuperate e riportate ad Aosta dalla Savoia da un gruppo di muratori di quella parrocchia attraverso il colle sopra l'attuale lago di Saint-Grat, nell'alta Valgrisenche.
La Chiesa cattolica lo ricorda il 7 settembre. In questo giorno viene solennemente celebrato come patrono della diocesi, festa che coincide anche con quella civile della Valle d'Aosta. 
È un santo taumaturgo molto venerato e popolare in Valle d'Aosta ed altri territori, come il Piemonte, in quanto protettore dei raccolti dalle tempeste, specie dalla grandine. Appositi delegati delle parrocchie piemontesi più soggette a questo flagello si recavano un tempo ad Aosta con generose offerte, ritornandosene con ceri appositamente benedetti. Venivano accesi in caso di necessità dai fedeli in preghiera, che chiedevano l'allontanamento o il placarsi delle tempeste per Sua intercessione. Si consideri che anche alla sola lastra tombale del santo vescovo venivano attribuiti poteri di guarigione dalla lebbra. Per questo motivo era stata prelevata da Aosta e murata nella parrocchiale di Saint-Christophe, nei pressi della quale esisteva un ricovero medievale per infetti chiamato La Maladière, in modo che i ricoverati, sfiorandola, potessero sperare di essere miracolosamente risanati.
Nel comune di Charvensod, nei pressi di Péroulaz, sorge l'eremo di San Grato. A Canischio sorge la cappella di San Grato.

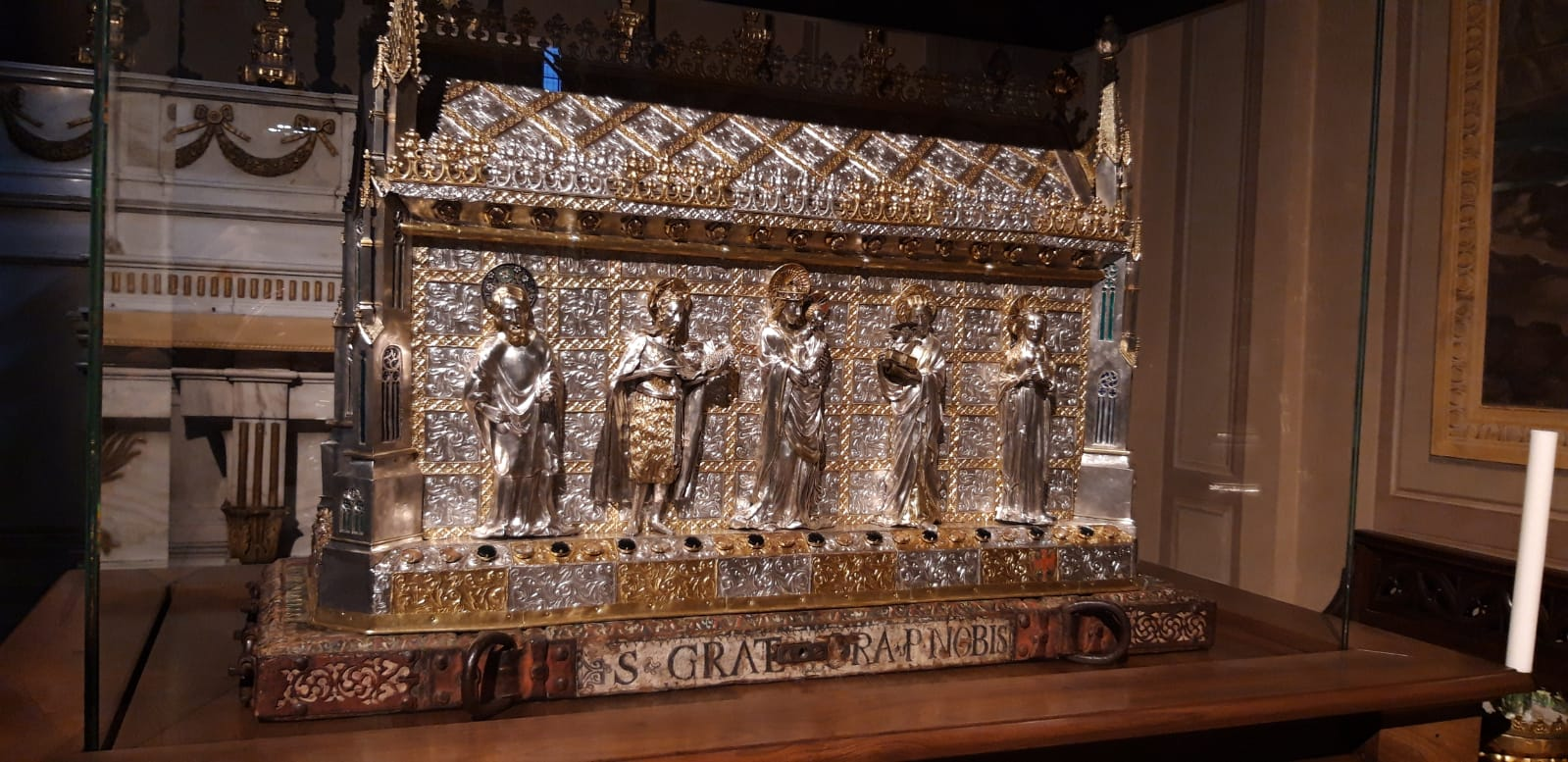
La tomba di San Grato.
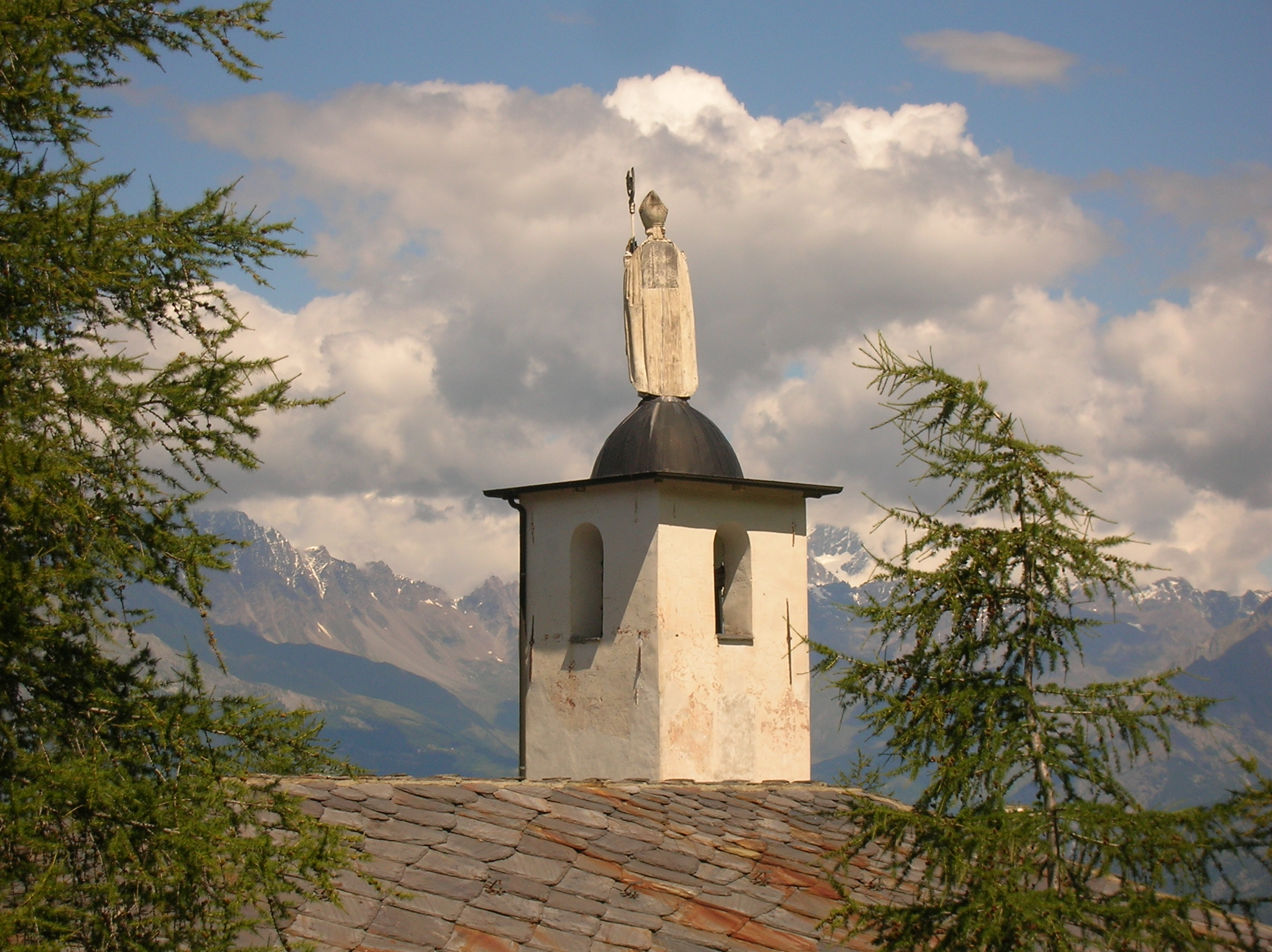
La statua sul campanile dell'eremo di San Grato.

## Iconografia

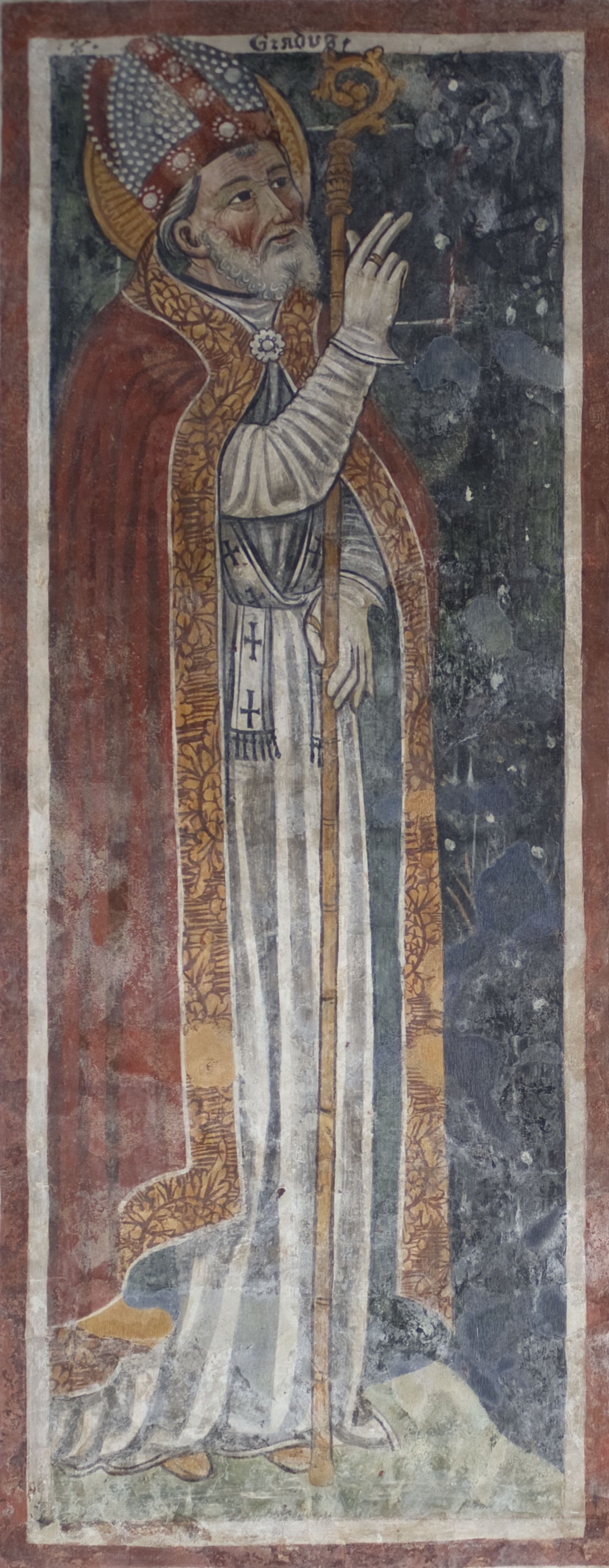
Una raffigurazione tardogotica del santo di fine XV secolo, attribuita a Tommaso Cagnola, a Garbagna Novarese

L'iconografia lo rappresenta con le insegne episcopali, mentre regge il capo reciso di San Giovanni Battista, spesso anche nell'atto di far precipitare la grandine in un pozzo o di calmare gli elementi naturali scatenati.

## Patrono
San Grato è il santo patrono di:
- Aosta
- Valgrisenche
- Piscina
- Saluggia
- Rossana
- Conflans, frazione di Albertville
- Morlon
- Montbovon, frazione di Haut-Intyamon
- Montesinaro, frazione di Piedicavallo
- San Sebastiano
- Rivoira, frazione di Boves
- San Grato dei Garelli
- Sessana, frazione di Gabiano
- Vallestura, frazione di Odalengo Grande
- Villate, frazione di Mercenasco
- Bobbiate, quartiere di Varese
- Carrone, frazione di Strambino
- Gerbola, frazione di Villafalletto
- San Grato, frazione di Bagnolo Piemonte

- Silva, frazione di San Martino Canavese
- Cafasse
- Malgrate

A San Grato è dedicato, oltre che a Sant'Antonio da Padova, il santuario sulle colline di Boves.